# Tîșcenkî, Șîșakî
Tîșcenkî (în ucraineană Тищенки) este un sat în comuna Velîka Buzova din raionul Șîșakî, regiunea Poltava, Ucraina.

## Demografie
Componența lingvistică a localității Tîșcenkî
     Ucraineană (95,74%)
     Rusă (2,55%)
Conform recensământului din 2001, majoritatea populației localității Tîșcenkî era vorbitoare de ucraineană (95,74%), existând în minoritate și vorbitori de rusă (2,55%).